# Anton Knaflič
Anton Knaflič, slovenski tovarnar, ustanovitelj usnjarske industrije v Kamniku, * 21. april 1893, Litija, † 25. april 1957, Kamnik.
Rodil se je v znani družini usnjarjev iz Šmartnega pri Litiji. Leta 1924 se je   preselil v Kamnik. Tu je sredi 30-tih let 20. stoletja iz obratov stare Terpinčeve usnjarne na novi lokaciji med Kamniško Bistrico in Malim gradom postopoma zgradil velik industrijski obrat za strojenje svinjskih kož. Tovarna je skoraj vso proizvodnjo izvažala v Ameriko, Avstrijo, Belgijo, Italijo in Švedsko. V Kamniku je bil podpornik mnogim kulturnim in športnim društvom.
Po osvoboditvi je še eno leto sam vodil tovarno, sredi maja 1946 pa jo je poklonil državi. Tovarna se je kasneje preimenovala v UTOK (Tovarno usnja  Kamnik). Po njem je v Kamniku poimenovana krajša ulica Knafličev prehod.